# Воробьёвы горы (станция метро)
«Воробьёвы го́ры» (до 12 мая 1999 года — «Ле́нинские го́ры») — станция Московского метрополитена на Сокольнической линии, расположенная на границе Гагаринского района Юго-Западного административного округа, района Хамовники Центрального административного округа и Раменки Западного административного округа Москвы; названа по одноимённому историческому району. Открыта 12 января 1959 года в составе участка «Спортивная» — «Университет». В связи с допущенными во время строительства нарушениями для сокращения сроков открытия была закрыта на реконструкцию (фактически — полную перестройку) с 20 октября 1983 года по 13 декабря 2002 года. Сооружена по спецпроекту в нижнем ярусе Лужнецкого метромоста над Москвой-рекой. Одна из двух станций Московского метрополитена, непосредственно к которым не подходит ни один из маршрутов городского наземного транспорта (вторая — «Студенческая»). Является самой длинной станцией в Московском метрополитене — 282 м.

## История

### Первоначальный проект
Станция «Ленинские горы» была открыта 12 января 1959 года в составе участка Кировско-Фрунзенской (ныне Сокольнической) линии «Спортивная» — «Университет», после ввода в эксплуатацию которого в Московском метрополитене стало 55 станций. Для удешевления строительства использовался уникальный проект проложения линии метрополитена по метромосту вместо предложенного ранее плана тоннеля под Москвой-рекой. Станция располагалась на нижнем ярусе Лужнецкого метромоста (сооружённого в 1958 году), в то время как по его верхнему ярусу осуществлялось автомобильное движение. На момент открытия станция длиной 282 метра и шириной 17,6 метра была самой широкой и протяжённой в Московском метрополитене. Оформление станции было простым, во многом аналогичным открытым в это же время наземным станциям Филёвской линии: асфальтированный пол, столбы вместо колонн, простые потолочные светильники вместо люстр, а основным акцентом служило волнообразное перекрытие среднего нефа. Строительство велось с опережением, что привело к ряду ошибок при проектировании. Для экономии металла и уменьшения шума металлические опоры были заменены железобетонными, а для предотвращения застывания бетона при ведении работ в зимние месяцы в смесь был добавлен нитрат натрия (соль), спровоцировавший коррозию металла. Ржавея, арматура увеличивалась в объёме, создавая в плитах внутреннее давление, что разрушало их и нарушало гидроизоляцию. Уже 8 июля 1959 года из-за сильного ливня смешанная с грязью вода протекала в вестибюль и поезда. В июне 1960 года с 4-метровой высоты начали обрушаться дюралевые листы карниза. Со временем мост потерял 60 % несущей способности, после начала разрушения бетонных перекрытий 20 (по другим данным 25) октября 1983 года станция была закрыта для пассажиров, с 1986 года поезда были направлены по отдельным мостам на собственных опорах, сооружённым по обе стороны от основного, а автомобильное движение по верхнему ярусу было прекращено позднее из-за отсутствия равноценной объездной магистрали.

### Реконструкция
В годы Перестройки и в первые годы после распада СССР отсутствие финансирования не позволяло вести реконструкцию.
12 мая 1999 года постановлением правительства Москвы станция получила название «Воробьёвы горы». Данное решение опиралось на принятый в 1998 году закон города Москвы о топонимах, согласно которому «названия станций метрополитена должны максимально соответствовать наименованиям наземных транспортных, природных, историко-культурных, градостроительных и иных значимых объектов города».

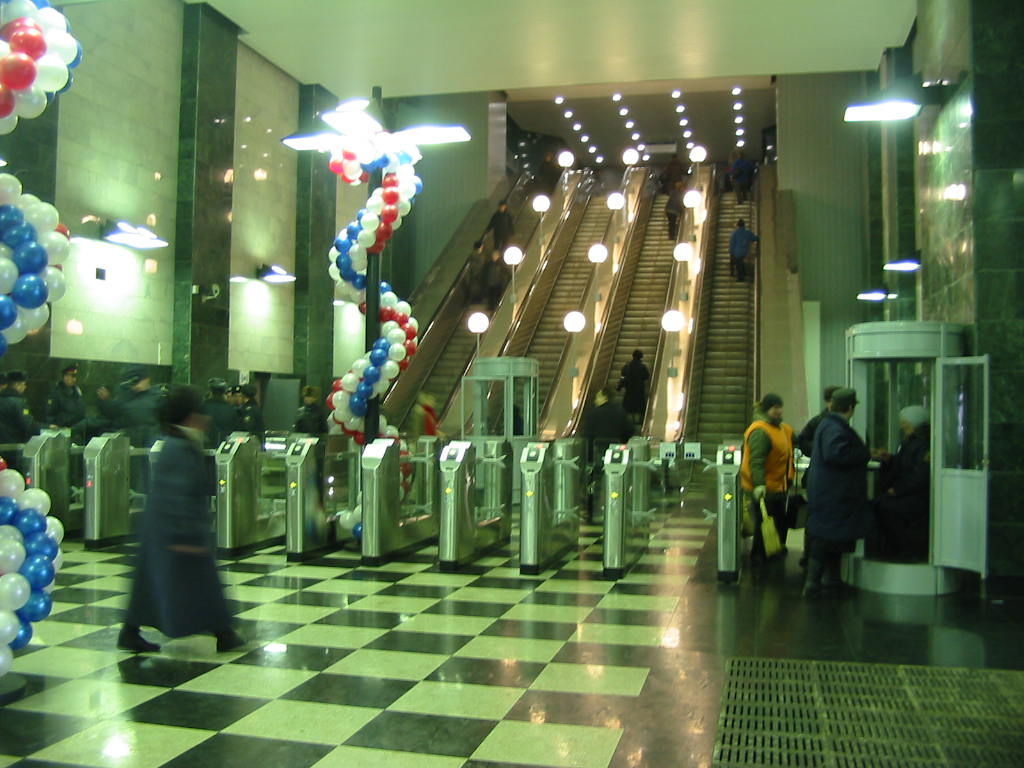
Украшенный восточный вестибюль в день повторного открытия (2002)

Активная фаза работ по реконструкции станции пришлась на 1999—2002 годы — период строительства Третьего транспортного кольца, когда был возведён Бережковский мост, и таким образом, появилась возможность объезда. Таким образом, восстановление заняло 19 лет. Летом 2002 года было ограничено движение поездов по мосту. С 6 июля по 5 августа 2002 года участок «Спортивная» — «Юго-Западная» был полностью закрыт. За это время были подведены конструкции объездных мостов к основной платформе станции, переложены пути и произведено остекление станции стеклопакетами. Повторно станция была открыта 14 декабря 2002 года. Станция была фактически построена заново, её новая протяжённость составила 270 метров, а ширина увеличилась на 3. Новый интерьер глава столичного метро Дмитрий Гаев охарактеризовал как приведение к «общему стилю Московского метрополитена»: пол был выложен серым гранитом, опоры и стены подходных коридоров — облицованы белым и зелёным мрамором. По сравнению со старой конструкцией, новые колонны стали значительно толще, а места прохождения арочных конструкций через станционный зал закрыты стеновыми конструкциями, облицованными мрамором.
В ноябре 2010 года на станции было открыто выставочное пространство — 10 стеклянных вращающихся витрин с подсветкой, где в разные годы были представлены экспонаты из собраний Государственного Дарвиновского музея, Государственного музея спорта, Музея Москвы, Русского географического общества и Роскосмоса, крупных фарфоровых заводов и Государственного театра кукол.

## Расположение и вестибюли
Расположена между станциями «Спортивная» и «Университет». Северный выход находится на территории района Хамовники Центрального административного округа, южный — на территории района Раменки Западного административного округа и Гагаринского района Юго-Западного административного округа Москвы.
Станция имеет два вестибюля. Из северного вестибюля (оборудованного эскалатором) можно выйти на Лужнецкую набережную и к олимпийскому спортивному комплексу «Лужники». Из южного вестибюля можно выйти на Воробьёвскую набережную (через нижний зал), к природному заказнику «Воробьёвы горы» и канатной дороге (через верхний зал).

## Наземный общественный транспорт
Непосредственно возле вестибюлей остановок наземного транспорта нет. До открытия эскалаторной галереи ближайшей удобной остановкой наземного транспорта являлась «4-й Воробьёвский проезд», от которого ведёт наиболее пологий и асфальтированный спуск к юго-западному вестибюлю станции метро. После открытия галереи ближайшей остановкой стала «Метро „Воробьёвы горы“», располагающаяся в минуте ходьбы от неё.
На этой станции можно пересесть на следующие маршруты городского пассажирского транспорта:
- Автобусы: м5, м6, с216, 220, с249, с263, 297, 379, с755

## Эскалаторная галерея на Воробьёвых Горах
Неподалёку от станции в природном заказнике «Воробьёвы горы» находится ранее работавшая в 1959—1984 гг. эскалаторная галерея (открыта 22 июля 1959 года), которая выполняла функцию доставки пассажиров из метро и парка на улицу Косыгина и обратно. После закрытия станции метро в 1983 году эскалаторная галерея ещё работала некоторое время. Галерея была сооружена по типовому проекту одновременно со станцией. Она была оборудована трёхленточным эскалатором и имела два вестибюля — верхний (на ул. Косыгина) и нижний (в парке).
После реконструкции станции галерея длительное время не восстанавливалась: от станции на улицу Косыгина можно было попасть только пешком через лесопарк, поднявшись по обходным тропинкам.
В сентябре 2018 года появился проект капитальной реконструкции эскалаторной галереи, строения были огорожены строительным забором, началась подготовка к реконструкции.
После сноса наиболее ветхих элементов старой галереи на её месте была возведена новая, которую открыли 23 декабря 2022 года.

## Техническая характеристика
Станционные пути и платформа расположены на нижнем ярусе метромоста, верхний ярус предназначен для автомобильного движения.

## Оформление
После реконструкции 1999—2002 годов интерьер станции был осовременен. Пол станции выложен серым гранитом, проходящие через зал опоры моста и стены подходных коридоров облицованы белым и зелёным мрамором. Через прозрачные путевые стены с платформы станции открывается вид на Москву-реку, Воробьёвы горы, Большую Спортивную Арену Лужников и новое здание Академии наук. Помещение дежурного по станции приподнято над платформой и имеет сходство с капитанским мостиком.
Станция «Воробьёвы горы» является одной из нескольких станций Московского метрополитена, на которых название расположено не на путевых стенах, а в середине зала (наряду со станциями «Коньково», «Красногвардейская», «Крылатское», «Славянский бульвар» и «Текстильщики» Большой кольцевой линии).

## Галерея
| - ~1959 год - 1982 год - Нижний кассовый зал. 26 мая 2003 года - Зал вестибюля с турникетной линией. 26 мая 2003 года - Руины старого сооружения 24 октября 2010 года - Внутри галереи. 23 сентября 2005 года - Вид станции ночью. 9 мая 2006 года - Вид станции днем. 17 июля 2008 года - Подходной коридор к центральному залу станции. 26 мая 2003 года - Подходной коридор. 26 мая 2007 года - Общий вид центрального зала станции. 26 мая 2007 года - Зал станции. 26 мая 2003 года - Посадочная платформа. 26 мая 2003 года - Прибывающий поезд. 26 мая 2007 года - Вход на станцию со стороны «Лужников». 28 июня 2013 года - Выставка «История российской посуды» 4 декабря 2010 года |

## Станция в цифрах
- Длина зала вместе с подходными коридорами составляет 284 метра (самая длинная открытая часть в Московском метрополитене)
- Длина метромоста с эстакадами составляет 1179 метров.
- Код станции — 016.
- Время открытия южного вестибюля для входа пассажиров — 7 часов 00 минут, северного — 5 часов 35 минут; время закрытия южного вестибюля в 22 часа 00 минут, северного в 1 час ночи[19].
- Таблица времени прохождения первого поезда через станцию[20]:

| По чётным числам                | Будние дни | Выходные дни |
| По нечётным числам              | Будние дни | Выходные дни |
| В сторону станции «Спортивная»  | 05:44:00   | 05:44:00     |
| В сторону станции «Спортивная»  | 05:44:00   | 05:44:00     |
| В сторону станции «Университет» | 05:53:00   | 05:53:00     |
| В сторону станции «Университет» | 05:53:00   | 05:53:00     |